# Forte Vaux

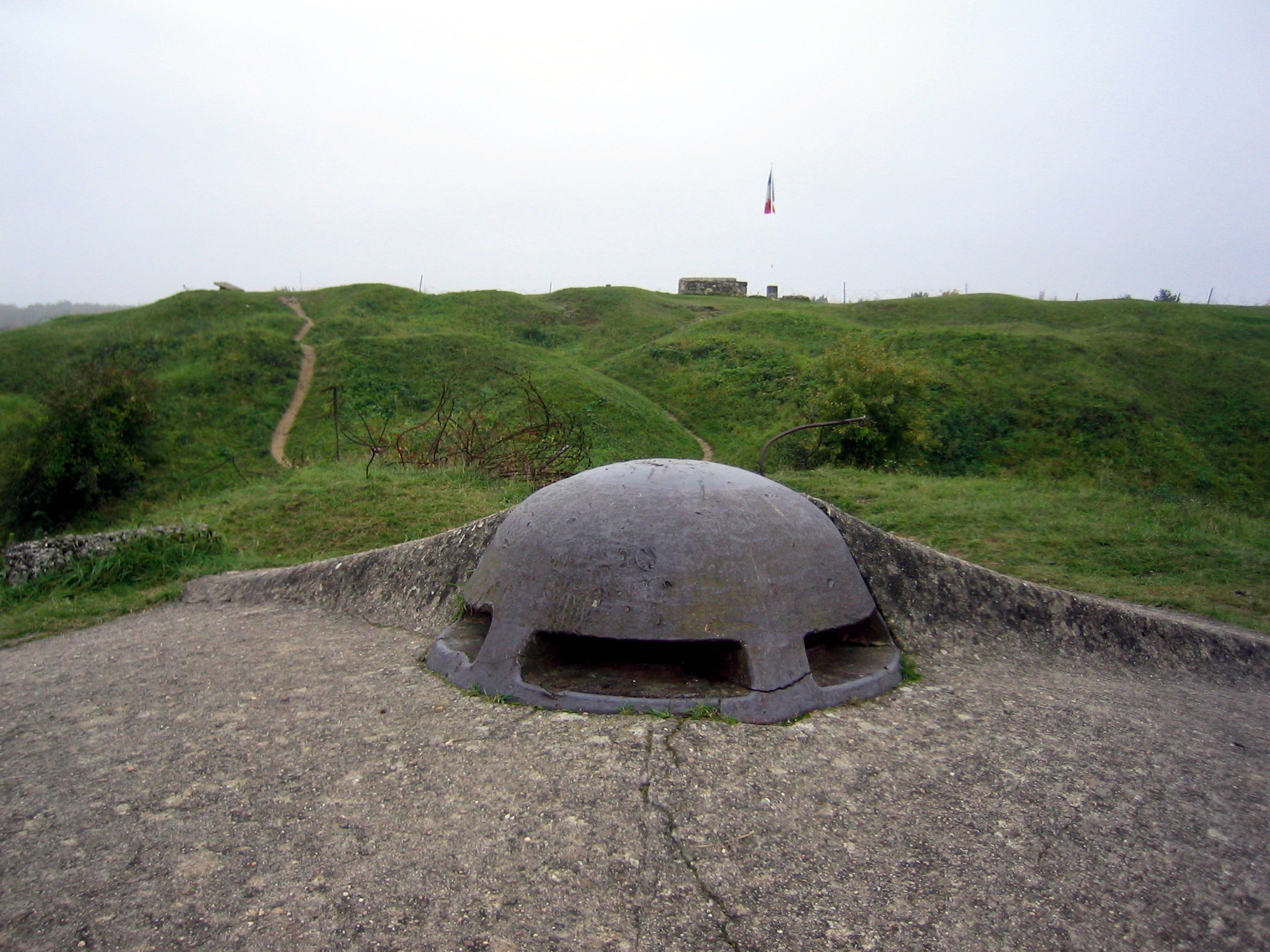
Forte Vaux, França: vista externa.

Fort Vaux, localiza-se em Vaux-Devant-Damloup, Meuse, França. Foi construído em 1881–1884 para por 1.500.000 francos e abrigava uma guarnição de 150 homens. Vaux foi o segundo forte a cair na batalha de Verdun, após forte Douaumont, que foi capturado por um pequeno ataque em fevereiro 1916, na confusão do retiro francês da planície de Woëvre. Vaux tinha sido modernizado antes de 1914 com proteção superior de betão armado como Fort Douaumon e não foi destruído por uma salva de artilharia alemã de fogo-pesado que incluiu bombardeios por canhões de 16 polegadas. A superestrutura do forte foi seriamente danificada, mas a guarnição, os corredores de fundo interiores e estações manteve-se intacto, quando o forte foi atacado no dia 2 de junho, pelas tropas de assalto alemão.
A defesa de Fort Vaux foi marcada pelo heroísmo e resistência da guarnição, incluindo Major Sylvain-Eugene Raynal. Sob o seu comando, os franceses sitiados na guarnição repeliam agressões alemãs, incluindo combate subterrâneo de barricadas dentro dos corredores, durante o primeiro grande compromisso dentro de um forte durante a primeira guerra mundial.